# Método del diagrama de precedencias

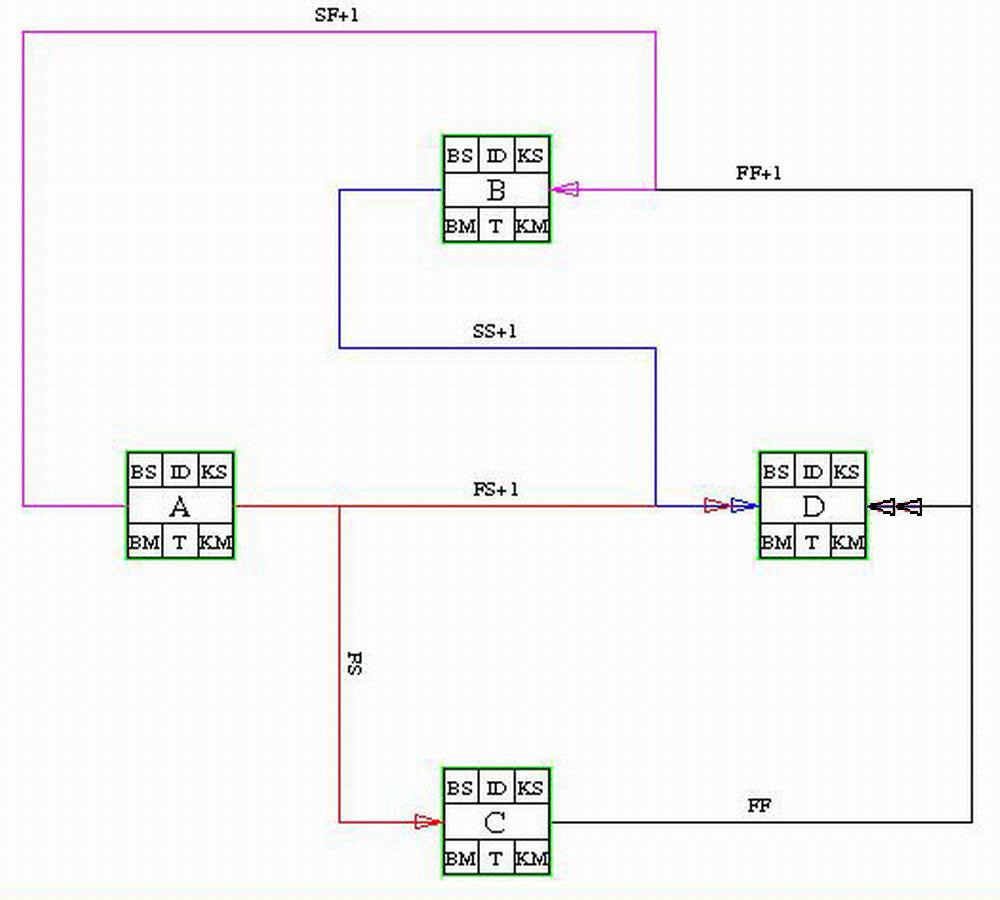
Diagrama de precedencias

El método del diagrama de precedencias (en inglés, Precedence Diagramming Method o PDM) es una herramienta para la programación de actividades en la planeación de un proyecto. Es un método de construcción de un diagrama de red del cronograma del proyecto que utiliza cajas, denominados nodos, para representar las actividades y los conecta con flechas que muestran las dependencias.